# NGC 2207
NGC 2207 est une galaxie spirale intermédiaire située dans la constellation du Grand Chien. NGC 2207 et sa voisine IC 2163 ont été découvertes en même temps par l'astronome britannique John Herschel en 1835.

## Caractéristiques
Sa vitesse par rapport au fond diffus cosmologique est de 2 862 ± 8 km/s, ce qui correspond à une distance de Hubble de 42,2 ± 3,0 Mpc (∼138 millions d'al).
La classe de luminosité de NGC 2207 est II-III et elle présente une large raie HI.
À ce jour, 11 mesures non basées sur le décalage vers le rouge (redshift) donnent une distance de 22,267 ± 10,501 Mpc (∼72,6 millions d'al), ce qui est nettement à l'extérieur des valeurs de la distance de Hubble. Notons que c'est avec la valeur moyenne des mesures indépendantes, lorsqu'elles existent, que la base de données NASA/IPAC calcule le diamètre d'une galaxie et qu'en conséquence le diamètre de NGC 2207 pourrait être d'environ 76,0 kpc (∼248 000 al) si on utilisait la distance de Hubble pour le calculer.

## Morphologie

Sur cette image, NGC 2207 est à gauche. Ses bras sont très étendus, probablement en raison de la force de marée exercée par IC 2163(KPNO/NOIRLab/NSF/AURA/Thalia and Norman Terrell/Adam Block).

NGC 2207 a été utilisée par Gérard de Vaucouleurs comme une galaxie de type morphologique SAB(rs)bc dans son atlas des galaxies,.
Eskridge, Frogel et Pogge ont publié un article en 2002 décrivant la morphologie de 205 galaxies spirales ou lenticulaires rapprochées. Les observations ont été réalisées dans la bande H de l'infrarouge et dans la bande B (le bleu). Selon Eskridge et ses collègues, NGC 2207 est de type S(r)b pec dans la bande B et SB0/a dans la bande H. NGC 2207 est la galaxie occidentale d'une paire en interaction gravitationnelle, l'autre galaxie étant IC 2163. Le bulbe elliptique de NGC 2207 est très brillant. Les bras de cette galaxie sont courts et leur brillance de surface est élevée. Ils sont à peu près perpendiculaires au grand axe interne. À faible luminosité, les caractéristiques des bras/anneaux de NGC 2207 apparaissent très étendues, ce qui est probablement causé par la force de marée exercée par IC 2163. À de faible brillance de surface, les bras présentent de nombreux nœuds de formation d'étoiles. Dans la classification SBc, les bras trapus forment des anses à l'extrémité d'une barre de faible brillance de surface. 

## Fusion avec IC 2163

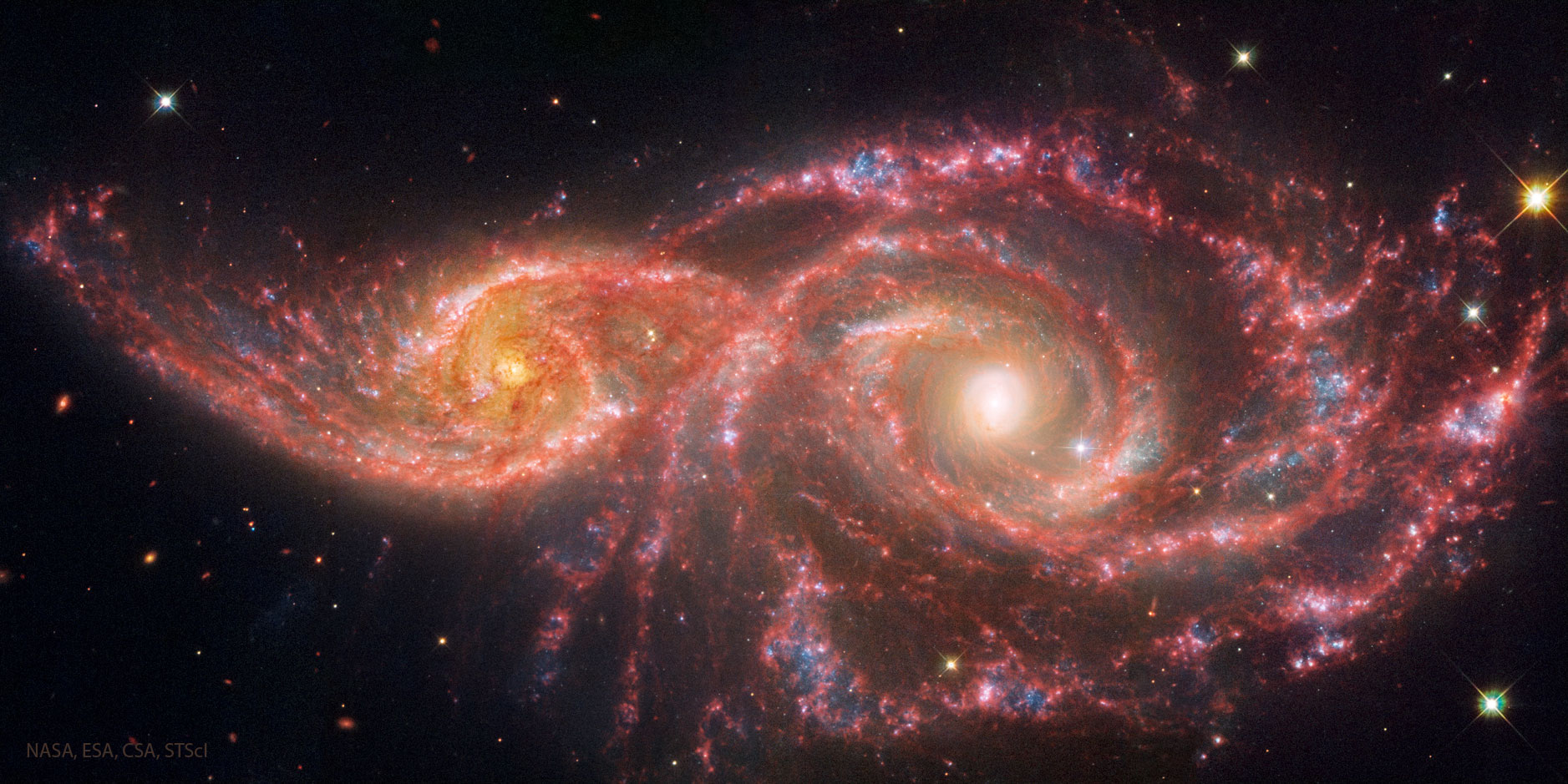
Fusion des galaxies NGC 2207 et IC 2163 (télescope spatial Hubble en lumière visible et télescope spatial Webb en infrarouge

Comme on peut le voir sur les images de cette paire de galaxies, NGC 2207 est actuellement en interaction avec IC 2163, une autre galaxie spirale. NGC 2207 est en train d'attirer toute la matière de son compagnon. NGC 2207 entre donc en collision et fusionne avec IC 2163. À l'inverse de NGC 4676 et des galaxies des Antennes, elles ont encore conservé leur apparence originelle de galaxie spirale. En effet, elles n'en sont qu'à la première étape de la fusion. Dans environ un milliard d'années, elles fusionneront en une galaxie elliptique.

## Supernovas dans NGC 2207
Quatre supernovas ont été observées dans la galaxie NGC 2207 entre les années 1975 et 2013.
- SN 1975A : cette supernova de type supernova de type 1a[9] a été découverte le 15 janvier 1975 par J.R. Dunlap et Yvonne Dunlap[10].
- SN 1999ec (en) : cette supernova de type Ib[11] a été découverte en octobre 1999 sur des images captées par le télescope automatisé Katzman (en) de l'observatoire Lick. Selon les observations, la masse de l'étoile à l'origine de cette supernova serait de 38 {\displaystyle M_{\odot }} et son âge au moment de l'explosion était de 5,34 millions d'années[12].
- SN 2003H (en) : cette supernova de type IbPec[13] a été découverte le 8 janvier 2003 par le LOTOSS (Lick Observatory and Tenagra Supernova Searches)[14].
- SN 2013ai : cette supernova de type II a été découverte le 1er mars 2013 par Emmanuel Conseil[15],[16].

## Galerie

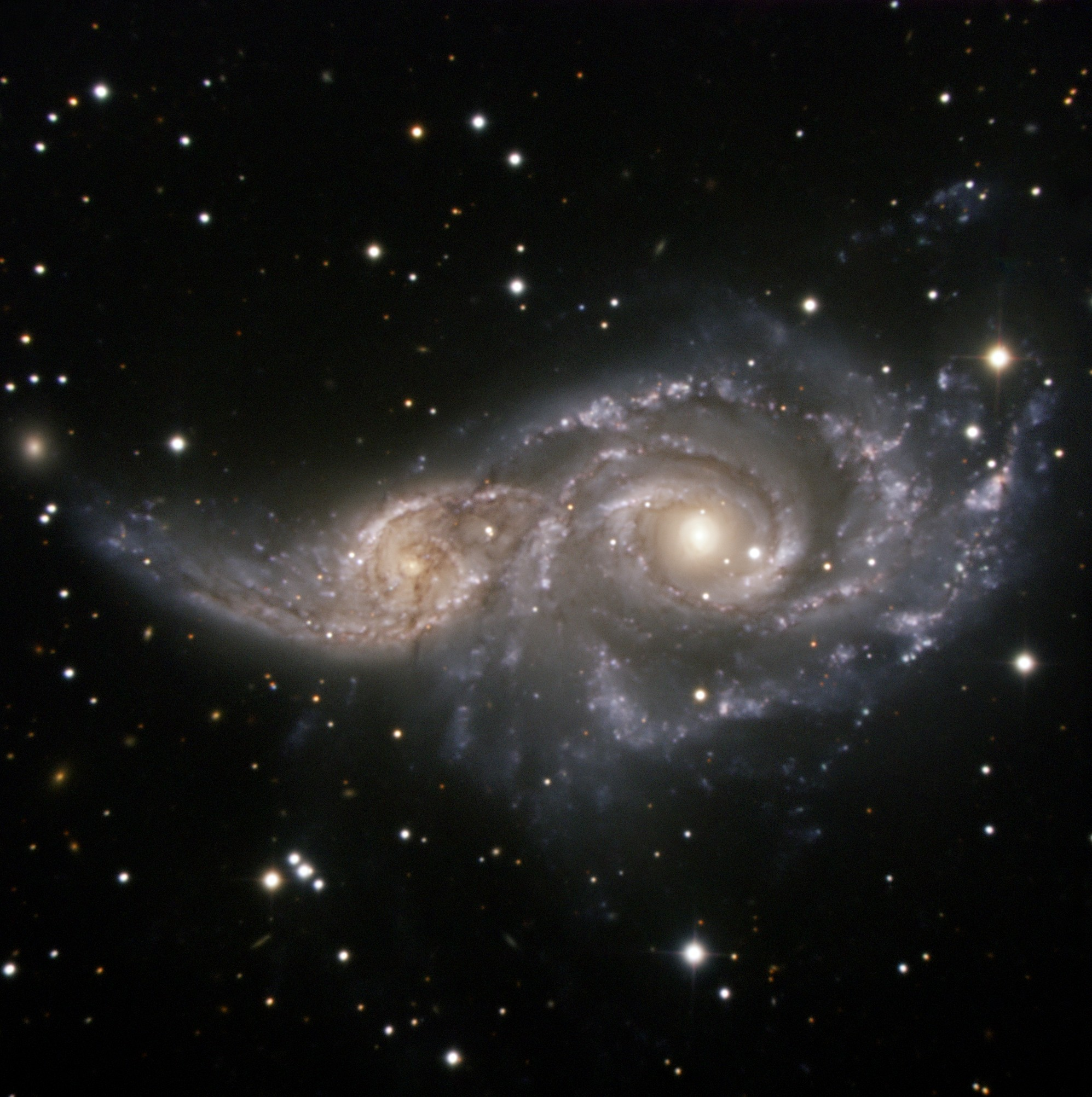
Image de NGC 2207 et d'IC 2163 par l'Observatoire européen austral.
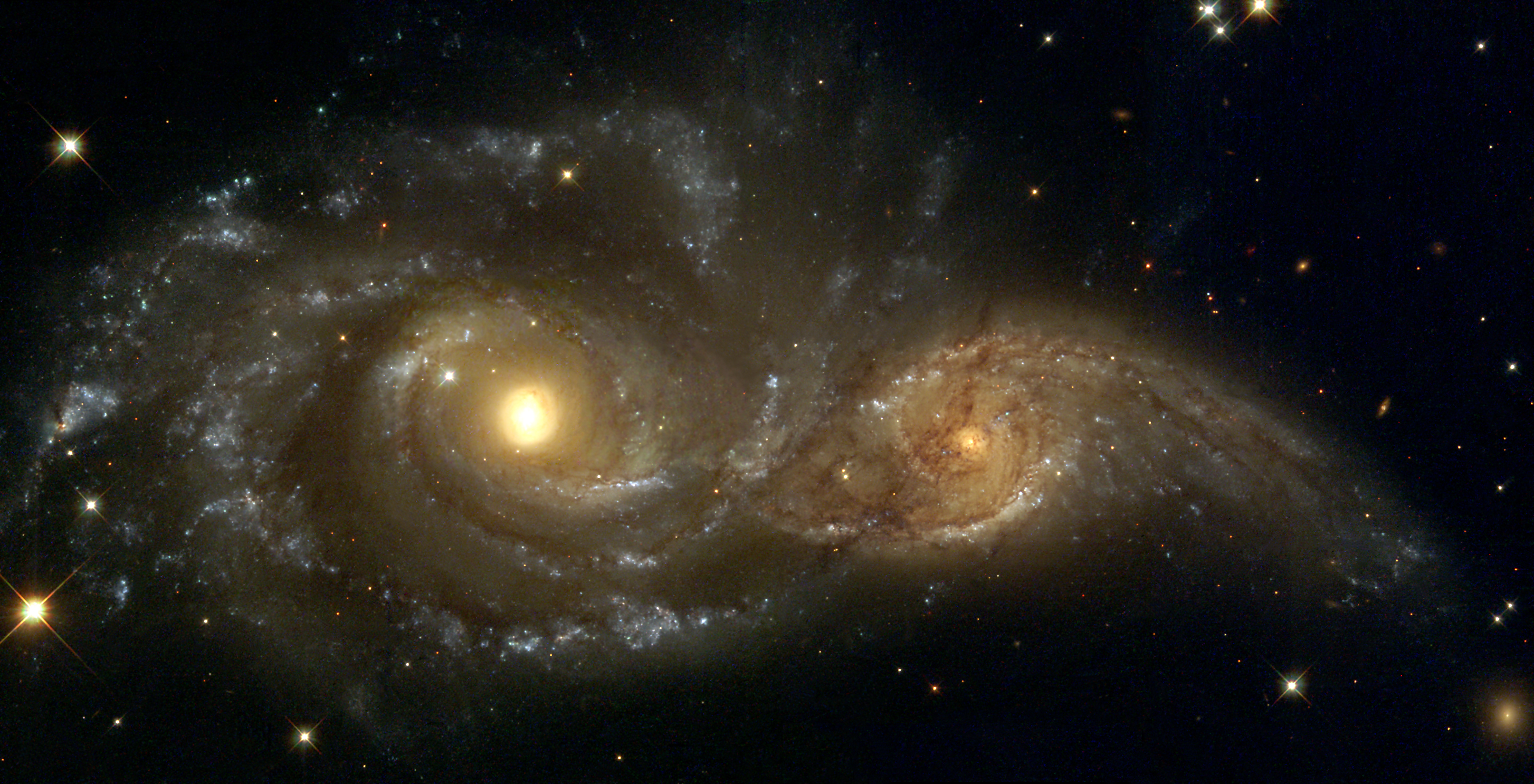
NGC 2207 à gauche et IC 2163 par le télescope spatial Hubble.
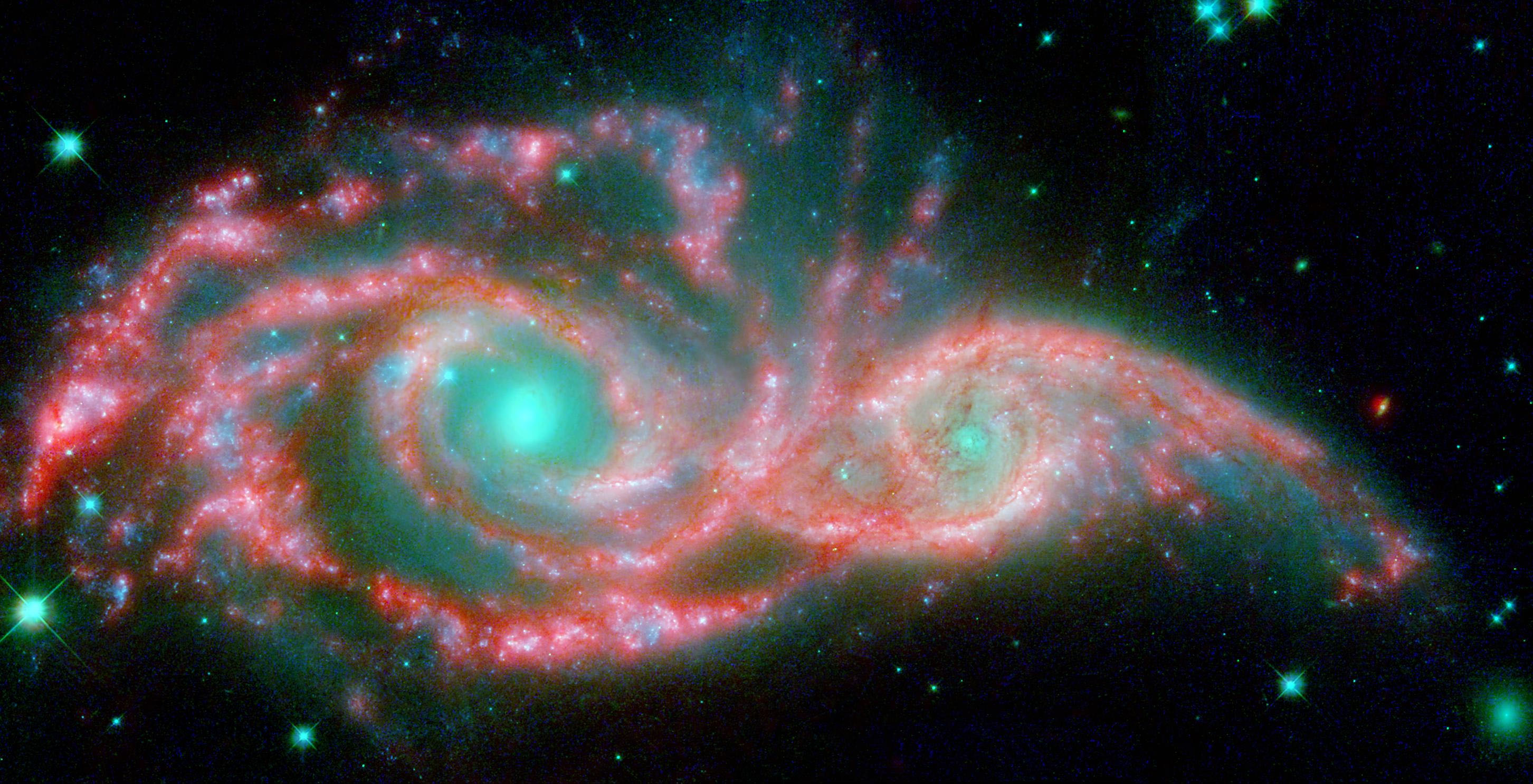
Image en fausses couleurs de NGC 2207 et d'IC 2163 dans le domaine de l'infrarouge basée sur les données captées par le télescope spatial Spitzer.
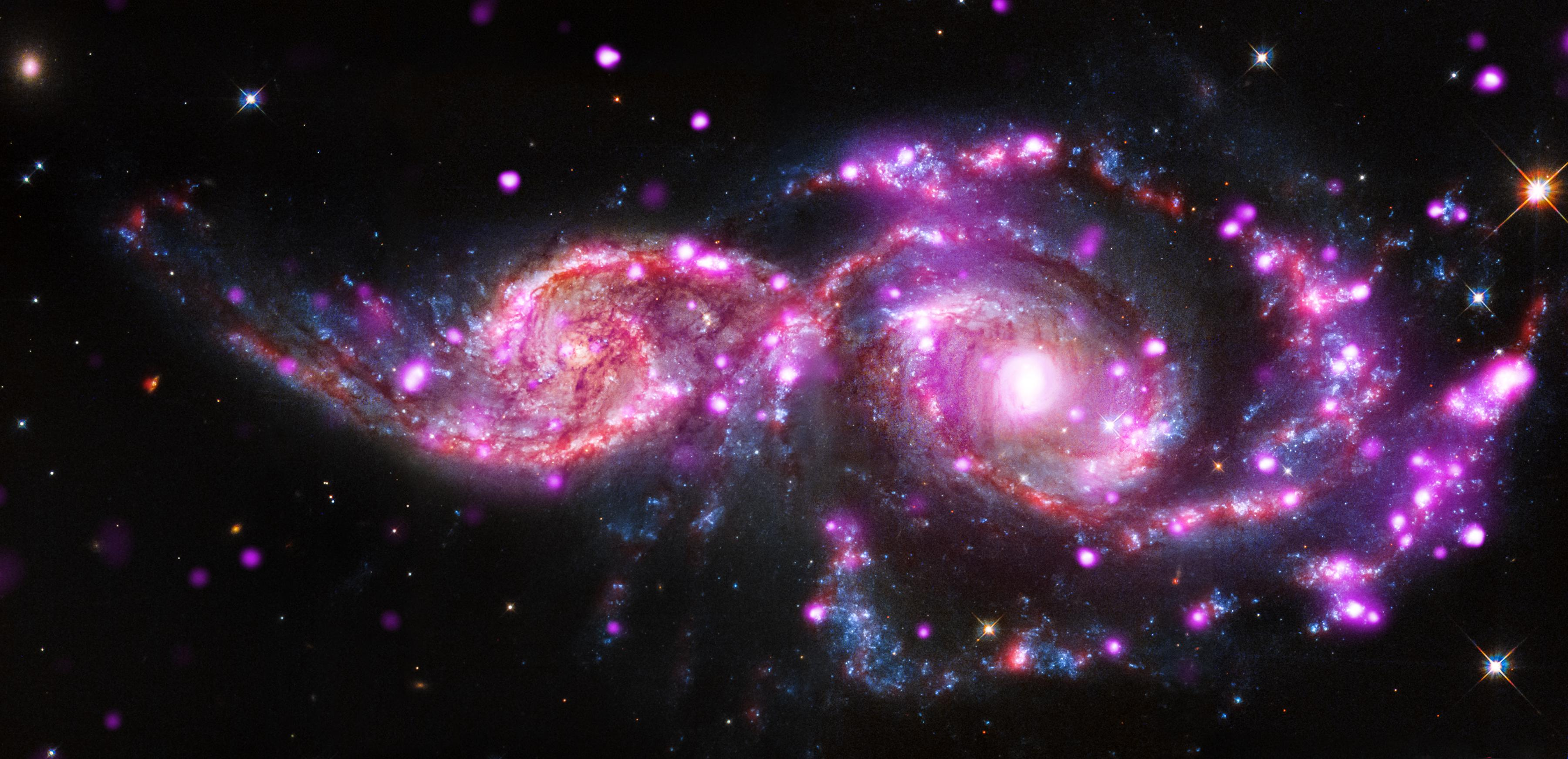
Image en fausses couleurs de NGC 2207 et d'IC 2163 dans le domaine des rayons X basée sur les données captées par télescope spatial Chandra.